# Luftangriffe auf das Buna-Werk Schkopau
Das Buna-Werk Schkopau bei Merseburg produzierte seit 1937 Synthesekautschuk. Es wurde im Zweiten Weltkrieg vom 28. Juli 1944 bis zum 12. Dezember 1944 fünf Mal von schweren Bombern der 8th Air Force mit Begleitschutz durch Langstreckenjäger angegriffen. Dabei detonierten insgesamt 741 Bomben: davon im Werksgelände selber 208 Bomben, im Wasserwerksgelände 179 Bomben und in der Umgebung (einschließlich des Ortes Schkopau) 354 weitere Bomben. Der materielle Schaden im Werk wurde auf über 10 Millionen Reichsmark geschätzt. Die Folgen für die Produktion waren erheblich.

## Das Werk
Das Buna-Werk war das weltweit erste Synthesekautschuk-Werk. Es war eine Tochtergesellschaft des Ammoniak-Werkes Merseburg und gehörte zum I.G. Farben-Konzern. Es wurde von 1936 bis 1944 errichtet und produzierte neben Kautschuk für zivile und militärische Zwecke eine breite Palette chemischer Erzeugnisse. 1943 wurden 67.700 Tonnen, 1944 46.000 Tonnen Synthesekautschuk produziert. Produziert wurden auch: Polyvinylchlorid (PVC), Treibstoffe (im Hydrierverfahren), Trichlorethylen, Formaldehyd, Tetrahydrofuran, Essig, Essigsäureanhydrid und Aceton.
Das Werk hatte 1944 etwa 11.000 Beschäftigte, darunter 6.000 ausländische Arbeitskräfte – die meisten italienische Militärinternierte und „Ostarbeiter“.

## Luftabwehr und Luftschutz
Schkopau und das Buna-Werk lagen im Bereich des mitteldeutschen Flakgürtels, der seit Beginn der alliierten Treibstoffoffensive am 12. Mai 1944 noch erheblich verstärkt wurde. Eine der vier Flak-Abteilungen lag bei „Schkopau West“. Die Flak verfügte über Geschütze mit den Kalibern 8,8 cm, 10,5 cm und 12,8 cm. Neben dieser von den Bomberbesatzungen gefürchteten „schweren“ Flak gab es in den Großbetrieben selber „leichte“ Flak der Kaliber 2 und 3 cm. Solche Geschütze waren im Buna-Werk auf den Dächern von drei Kraftwerken und einer Karbolfabrik stationiert. Nach den ersten Bombentreffern auf das Werk im Juli 1944 wurden die Luftschutzmaßnahmen im Werk verstärkt. Vier Hochbunker waren bis September 1944 (und damit vor den Hauptangriffen) fertig. Der Hochbunker I 4 stand auch der Bevölkerung von Schkopau, Korbetha und Freienfelde zur Verfügung. In den Produktionsbetrieben wurden für die Notbesatzungen zylindrische Einmann-Betonbunker aufgestellt.

## Die einzelnen Angriffe
Alle hier genannten Angriffe wurden von B-17 „Flying Fortress“ der 8th Air Force der USAAF als Tagesangriffe im Rahmen von Großeinsätzen gegen Ziele in Mitteldeutschland durchgeführt, besonders gegen die „Chemie-Region“ Merseburg, Leuna, Lützkendorf und Schkopau. Die Bomber wurden dabei begleitet von einer ähnlich großen Zahl von Jagdflugzeugen/Jagdbombern. Ihre Basen lagen in England. Im Betriebsgelände und seiner Umgebung detonierten insgesamt 741 hochexplosive Bomben. Der Angriff am 28. Juli war nicht auf das Buna-Werk geplant, bei den Angriffen im November und Dezember ist dagegen von auf das Werk gezielten Angriffen auszugehen: auf die Herstellungsbetriebe von Synthesekautschuk und Polyvinylchlorid, deren Tanklager und das Kautschuk-Versandlager.

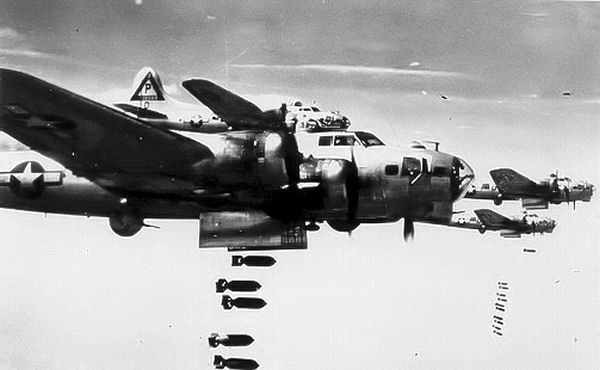
Amerikanische B-17 „Flying Fortress“

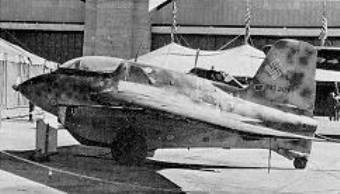
Me 163B (1945). Dieser Flugzeugtyp wurde auch zur Verteidigung von Schkopau eingesetzt

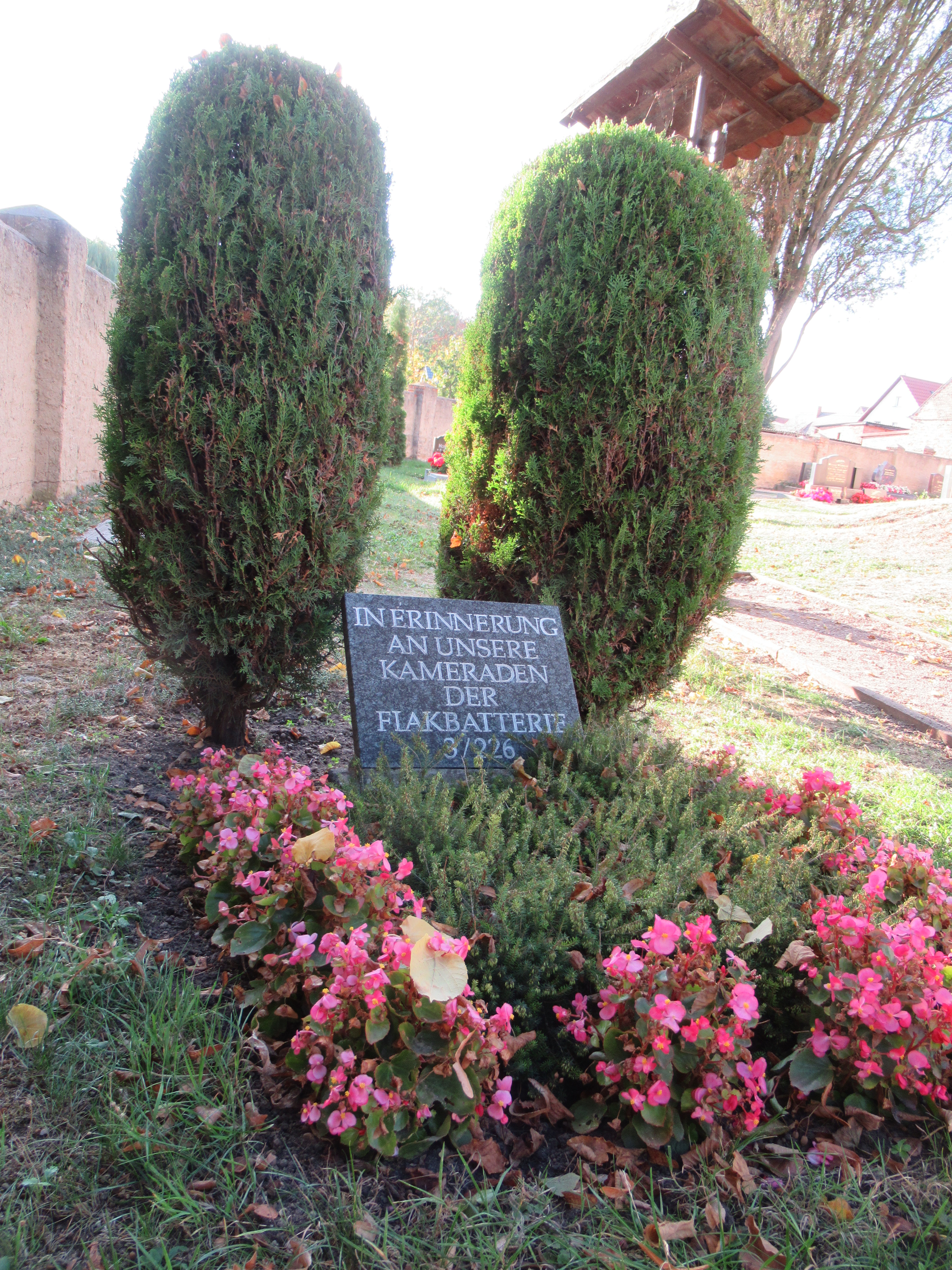
Grabstelle der in der Flakstellung Dörstewitz gefallenen Soldaten

- 28. Juli 1944: 651 Boeing B-17 starteten zum Großangriff auf das Ammoniakwerk Merseburg bei Leuna. Dabei stießen sie erstmals auf neu entwickelte deutsche Raketenjäger Me 163 B, die 250 km/h schneller waren als die US-Begleitjäger. Im amerikanischen Verband entstand erhebliche Verwirrung, die dazu führte, dass der linke Flügel der angreifenden Bomber nach Norden vom Kurs abwich und dabei seine Bombenlast ausklinkte. Der Bombenteppich traf besonders den Lauchagrund, den Merseburger Ortsteil Freimfelde und Gelände bis an den Südrand des Buna-Werks. Dort wurden getroffen: das Zwischenprodukt-Tanklager A 19, das Werksbad, das Wasserwerk (außerhalb des Werksgeländes) und einige andere Objekte leicht beschädigt. Der Sachschaden wurde auf 858.000 Reichsmark geschätzt.
- 21. November 1944: Bei diesem Angriff getroffen wurden erneut das Tanklager A 19, die PVC-E-Polymerisation A 44, die Buna-Polymerisation B 39, das Butadien-Tanklager A 39/A 39a und die Phthalsäure-Destillation D 32 und andere Objekte. Der Schaden wurde auf 3,843 Millionen RM geschätzt.
- 25. November 1944: Getroffen wurden der Karbid-Ofen 6, Chlorkomplexe, der große Acetylen-Gasometer I 40 und viele weitere Objekte. Der Sachschaden betrug 4 Millionen RM.
- 6. Dezember 1944: Getroffen wurden das Kautschuk-Versandlager D 52 und die Fabrik für Kautschuk-Polymerisationshilfsstoffe D 59. Der Schaden wurde auf 1,146 Millionen RM geschätzt.
- 12. Dezember 1944: Erneut wurde das Wasserwerk getroffen und zerstört, vorwiegend der Filterbau W 2: damit die Brauchwasserversorgung des Werkes. Schaden: 375.000 RM.

## Die Verteilung der Bombendetonationen
- Betriebsgelände des Buna-Werkes: 208 Bomben
- Wasserwerksgelände: 179 Bomben
- Gelände zwischen Freiimfelde und Buna-Werkszaun: 272 Bomben
- Schkopau bis Kollenbeyer Holz: 82 Bomben

Dazu kamen zahlreiche Blindgänger.

## Die Sachschäden
Der materielle Schaden im Buna-Werk Schkopau war erheblich und wurde auf 10,177 Millionen RM geschätzt. Die Schäden wurden im Rahmen der Möglichkeiten immer wieder repariert, doch ging die Produktion von Kautschuk und anderen Erzeugnissen des Werks erheblich zurück. Die Menge von 67.700 Tonnen Kautschuk 1943 sank auf 46.250 im Jahre 1944.

## Nach der Besetzung
Am 12. April 1945 erfolgte die Werkstilllegung. Am 14. April besetzten US-Truppen das Buna-Werk Schkopau. Sie nahmen 25 Wissenschaftler (darunter Wilhelm Biedenkopf) und Techniker, sowie alle wichtigen technischen Unterlagen, Verfahrensbeschreibungen, Dokumentationen, Patente und Edelmetalle als Kriegsbeute mit in ihre Besatzungszone. Ab 1. Juli 1945 erfolgte die Übergabe des Werkes und der Region an die Rote Armee.